# Koror
Koror é a cidade mais populosa e capital econômica do arquipélago de Palau. Koror possui praias paradisíacas, consideradas por muitos como das mais belas do mundo. Os corais também são um ponto de referência da baía de Koror, onde grande quantidade de hotéis se situa. Koror foi a primeira capital de Palau, mas em outubro de 2006, a capital administrativa foi transferida para Ngerulmud.

## Cidades irmãs
- Angeles[2]
- Cidade Davao[3]
- Gilroy[4]
- Manado